# Filipek
Filip Jan Marcinek, znany jako Filipek (ur. 10 sierpnia 1995 w Krotoszynie) – polski raper, freestyler, autor tekstów oraz freak fighter. Zawodnik bitew typu freestyle. Dwukrotny zwycięzca WBS (Wielka Bitwa Szczecińska) w roku 2014 oraz 2015, trzykrotny zwycięzca Bitwy o Południe w roku 2018, 2022 i 2023. Dwukrotnie zajął także trzecie miejsce na WBW (Wielka Bitwa Warszawska) w latach 2013 i 2014.

## Kariera muzyczna
30 maja 2014 wydał swój pierwszy mixtape pt. Novum – czyli jak zrobić mixtape bez słabej linijki, który nagrał w Stodo Records. W 2015 wypuścił dwa nowe krążki: Beletrystykę i Fifi. Rozdział dwudziesty, a dzięki drugiej płycie zebrał sporą rzeszę fanów.
1 lipca 2016 roku wydał album pt. Płyta dekady, który nagrał w duecie z Edziem, a 16 września premierę miał jego solowy album pt. Dekorator wnętrz. 30 czerwca 2017 wydał album pt. Młody Bukowski, który dotarł do 18. miejsca na OLiS. 8 grudnia wypuścił minialbum pt. Gra na emocjach. W lipcu 2018 ukazała się płyta Rozdział zamknięty, która znalazła się na 5. miejscu na liście OLiS. W marcu 2019 wydał album pt. Następny do piekła, z którym zadebiutował na czwartym miejscu na liście OLiS. W styczniu 2021 wydał album pt. Gambit, z którym zadebiutował na drugim miejscu na liście OLiS.
10 sierpnia 2024 ogłosił odejście z wytwórni QueQuality.

## Dyskografia

### Albumy studyjne
| Rok                                                     | Dane dot. albumu | Najwyższa pozycja na liście | Certyfikat         | Sprzedaż       |
| Rok                                                     | Dane dot. albumu | POL                         | Certyfikat         | Sprzedaż       |
| ------------------------------------------------------- | --- | --------------------------- | ------------------ | -------------- |
| 2015                                                    | Beletrystyka - Wydany: 12 czerwca 2015 - Wytwórnia: nielegal - Format: CD                                                   | –                           |                    |                |
| 2015                                                    | Fifi. Rozdział dwudziesty - Wydany: 25 listopada 2015 - Wytwórnia: (nielegal) - Format: CD, digital download                | –                           |                    |                |
| 2016                                                    | Płyta Dekady (oraz Edzio) - Wydany: 14 czerwca 2016 - Wytwórnia: Odziejsie.pl / New Bad Line (nielegal) - Format: CD        | –                           |                    |                |
| 2016                                                    | Dekorator wnętrz - Wydany: 16 września 2016 - Wytwórnia: (nielegal) - Format: CD, digital download                          | –                           |                    |                |
| 2017                                                    | Młody Bukowski (oraz Foux) - Wydany: 30 czerwca 2017 - Wytwórnia: / Step Dystrybucja - Format: CD, digital download         | 18                          |                    |                |
| 2018                                                    | Rozdział zamknięty - Wydany: 20 lipca 2018 - Wytwórnia: / Step Dystrybucja - Format: CD, digital download                   | 5                           |                    |                |
| 2019                                                    | Następny do piekła - Wydany: 29 marca 2019 - Wytwórnia: / Step Dystrybucja - Format: CD, digital download                   | 4                           | - POL: złota płyta | - POL: 15 000+ |
| 2019                                                    | Bipolar (oraz PSR) - Wydany: 20 grudnia 2019 - Wytwórnia: / Step Dystrybucja - Format: CD, digital download                 | 14                          |                    |                |
| 2021                                                    | Gambit - Wydany: 29 stycznia 2021 - Wytwórnia: / Step Dystrybucja - Format: CD, digital download                            | 2                           |                    |                |
| 2022                                                    | Antyviral (oraz Nullizmatyk) - Wydany: 13 maja 2022 - Wytwórnia: Dystrykt / Step Dystrybucja - Format: CD, digital download | 4                           |                    |                |
| 2022                                                    | Gra na emocjach 2 - Wydany: 7 października 2022 - Wytwórnia: / Step Dystrybucja - Format: CD, digital download              | 2                           |                    |                |
| 2024                                                    | Nadwrażliwość - Wydany: 12 stycznia 2024 - Wytwórnia: / Step Dystrybucja - Format: CD, digital download                     | 2                           |                    |                |
| „–” oznacza, że album nie był notowany na danej liście. | |                             |                    |                |

### Minialbumy
| Rok  | Dane dot. albumu                                                                                  |
| ---- | ------------------------------------------------------------------------------------------------- |
| 2014 | Pójdę jeszcze dalej - Wydany: 7 listopada 2014 - Wytwórnia: nielegal - Format: CD                 |
| 2017 | Gra na emocjach - Wydany: 8 grudnia 2017 - Wytwórnia: / ThreeKings - Format: CD, digital download |
| 2018 | Autorefleksja EP - Wydany: 20 lipca 2018 - Wytwórnia: - Format: CD                                |
| 2019 | Lekka zamotka EP - Wydany: 29 marca 2019 - Wytwórnia: - Format: CD                                |
| 2021 | Dodatek do życia EP - Wydany: 29 stycznia 2021 - Wytwórnia: - Format: CD                          |

### Mixtape’y
| Rok  | Dane dot. albumu                                                |
| ---- | --------------------------------------------------------------- |
| 2014 | Novum - Wydany: 30 maja 2014 - Wytwórnia: nielegal - Format: CD |

### Single
| Rok  | Tytuł                                                              | Certyfikat                 | Album                       |
| ---- | ------------------------------------------------------------------ | -------------------------- | --------------------------- |
| 2016 | „WOOW!” (gośc. ReTo, Penx)                                         |                            | HipHopNigdyStop             |
| 2017 | „Po każdym słońcu”                                                 |                            | Step Pick                   |
| 2017 | „Cześć, jestem Filip”                                              |                            | Step Pick                   |
| 2017 | „Klub 22” (oraz Foux; gośc. VBS, QBIK)                             |                            | Młody Bukowski              |
| 2017 | „Pora dla buntowników” (oraz Foux; gośc. Radzias)                  |                            | Młody Bukowski              |
| 2018 | „Poeta wyklęty” (oraz Avi)                                         |                            | Apokryfy Dzieł Sycylijskich |
| 2019 | „Dementor” (gośc. Tymek)                                           | - ZPAV: 2× platynowa płyta | Następny do piekła          |
| 2022 | „Hotel Odyseusz” (oraz Nullizmatyk; gośc. Gibbs, Diana Ciecierska) | - ZPAV: platynowa płyta    | Antyviral                   |
| 2023 | „Lubiła tańczyć” (oraz David Ace)                                  | - ZPAV: złota płyta        |                             |

## Walki freak show fight

### MMA
W grudniu 2018 roku Filipek podpisał kontrakt z polską federacją organizującą gale typu freak show fight – Fame MMA. Swój pierwszy pojedynek odbył 30 marca 2019 roku na gali Fame MMA 3, konfrontując się z raperem i freestylerem, Patrykiem „Rybą” Karasiem. Filipek przegrał ten pojedynek przez jednogłośną decyzję sędziów po trzech rundach.
Drugą walkę stoczył niespełna trzy miesiące później podczas Fame MMA, w zestawieniu z innym freestylerem, Łukaszem „Tombem” Imiełowskim. W przeszłości raperzy prowadzili ze sobą Beef. Po trzech pełnych rundach zwyciężył Filipek jednogłośnie na punkty. Marcinek był lżejszy od swojego rywala o 26 kg.
21 listopada 2020 na gali Fame 8 ponownie zwyciężył decyzją jednogłośną, tym razem nad czołowym raperem Michałem „Sobotą” Sobolewskim.
2 października 2021 podczas gali Fame 11: Fight Club przegrał z kontrowersyjnym youtuberem, Amadeuszem „Ferrarim” Roślikiem przez jednogłośną decyzję sędziów.
Po trzyletniej przerwie od MMA miał stoczyć walkę w tej formule z Adrianem Ciosem. Konfrontacja Marcinka z Ciosem została zaplanowana na galę Clout MMA 6 na termin 5 października 2024 w Arenie Jaskółka Tarnów. Ostatecznie federacja Clout MMA odwołała całe wydarzenie w tym m.in. ich pojedynek.

### Kick-boxing w rękawicach do MMA
5 listopada 2022 stoczył pierwszy kick-bokserski pojedynek na zasadach K-1. Podczas wydarzenia Fame 16 jego rywalem został Dariusz „Daro Lew” Kaźmierczuk, którego pokonał przez techniczny nokaut w pierwszej odsłonie.
Po wygranej z Kaźmierczukiem od razu do oktagonu Fame został zapowiedziany i zaproszony przyszły rywal Filipka, Robert Karaś. Zawodnicy zrobili tzw. stare down face to face (stanięcie naprzeciwko siebie twarzą w twarz) zapowiadający ich walkę na kolejną galę. 3 lutego 2023 na Fame 17 przegrał z Karasiem po jednogłośnej decyzji sędziowskiej.
19 czerwca 2023 została zapowiedziana walka na zasadach K-1 pomiędzy Filipkiem oraz influencerem Marcinem Dubielem, w ramach tzw. Co-Main Eventu (drugiej walki wieczoru) pierwszej gali nowego projektu Fame MMA – Fame Friday Arena. Walka odbyła się 21 lipca 2023 we wrocławskiej Hali Stulecia. Filipek przegrał ją jednogłośnie na punkty.
2 września 2023 w kolejnym występie dla Fame MMA podczas gali nr 19 zmierzył się z aktorem i raperem, Sebastianem Fabijańskim. Wygrał już po 47 sekundach rundy pierwszej, po tym jak naruszył „Alterboya” lewym sierpowym, po którym ten w wyniku upadku doznał kontuzji nogi i do walki już nie powrócił.
Podczas jubileuszowej gali Fame 20: The Celebration & The Tournament, która odbyła się 10 lutego 2024 w krakowskiej Tauron Arenie wziął udział w turnieju K-1. Główną nagrodą dla zwycięzcy całego turnieju była stawka wynosząca 1,5 mln złotych. Zaś dla drugiego finalisty w puli czekało 500 tysięcy złotych. Filipek w ćwierćfinale zawalczył z Dawidem Malczyńskim, któremu uległ po pierwszej rundzie werdyktem jednogłośnym, tym samym odpadając już w pierwszym etapie.

### Boks w rękawicach do MMA
Po odwołanej walce Filipa Marcinka z Adrianem Ciosem federacja Prime Show MMA ogłosiła jej zorganizowanie na jubileuszowej 10-tej gali. 26 października 2024 w Ostrowcu Świętokrzyskim starcie odbyło się w formule bokserskiej w rękawiach do MMA, a nie jak pierwotnie planowano w pełnych mieszanych sztukach walki. Filipek zwyciężył walkę jednogłośnie na kartach punktowych.
Podczas gali Fame 25: Revolution, która odbyła się 5 kwietnia 2025 w Częstochowie, przegrał jednogłośnie na punkty z Piotrem Lizakowskim.

### Boks amatorski
18 maja 2024 stoczył walkę bokserską na amatorskiej gali Bita Śmietanka 3. W walce wieczoru tej imprezy pokonał założyciela Bitej Śmietanki, Marcina Majkuta po niejednogłośnej decyzji sędziów.

### Boks wystawowy
22 kwietnia 2023 w londyńskiej Wembley Arenie wziął udział w turnieju influancerów z całego świata, tocząc pojedynek w formule bokserskiej (rekord wystawowy). Rywalem Filipka podczas gali Kingpyn High Stakes Tournament: Quarterfinals był brazylijski komik i youtuber, Whindersson Nunes. Przegrał ten pojedynek przez techniczny nokaut pod koniec drugiej rundy, po trzecim nokdaunie wyprowadzonym przez Nunesa.